# Murang'a
Murang'a este un oraș din Kenya.